# Odensegård Amt
Odensegård Amt blev oprettet i 1662 af det tidligere Odensegård Len. Det omfattede følgende herreder:
- Bjerge (kun den vestlige del)
- Lunde
- Odense (uden Vissenbjerg Sogn, som hørte til Rugård Amt)
- Skam

Den østlige del af Bjerge Herred med sognene Stubberup, Dalby, Viby, Mesinge og Revninge hørte til Nyborg Amt.
Amtet blev nedlagt ved reformen af 1793, og indgik herefter i Odense Amt. 

## Amtmænd
- 1867 – 1789: Henrik Bille-Brahe
- 1789 – 1798: Friedrich von Buchwald